# Григорян, Александр Виталиевич
Алекса́ндр Вита́лиевич Григоря́н (род. 28 сентября 1966, Ереван, Армянская ССР, СССР) — российский футбольный тренер.

## Биография
Родился в Ереване. В возрасте шести лет переехал в Кисловодск. Военную службу, по собственным словам, проходил в пехоте, под Киевом и в Венгрии. Принял решение стать тренером, когда ему было 20 лет, в 25 лет понял, что как футболист успехов не добьётся. После окончания института физкультуры начал работу тренера. Работал в ДЮСШ Кисловодска, команде третьей лиги «Олимп» Кисловодск, команде «Свободный труд» (Новоселицкое) в первенстве Ставропольского края.
В 1999—2009 годах работал с женскими командами, с которыми добился максимальных успехов. В качестве главного тренера начал работать с 2002 года в тольяттинской «Ладе», вместе с которой в итоге добился больших достижений, трижды выиграв Кубок России, а также чемпионат России 2004 года. С 2007 года был главным тренером пермской «Звезды-2005», которая с его приходом стала одним из лидеров женского футбола в России. С этой командой выиграл все российские турниры и дошёл до финала женского Кубка УЕФА 2009, где «Звезда-2005» уступила немецкой команде «Дуйсбург-2001», Григорян был уволен после поражения в первой домашней игре 0:6.
С 2009 года работал в ФК «Нижний Новгород» на должностях тренера и начальника команды, главным тренером из-за отсутствия необходимой тренерской лицензии у Григоряна официально являлись тренер Евгений Перевертайло (2009) и президент клуба и руководитель тренерского совета Виктор Зайденберг (2010), но фактически отвечал за тренировочный процесс Григорян. В период работы Григоряна в «Нижнем Новгороде» команда заняла лучшее в своей истории 3-е место в первенстве Первого дивизиона ПФЛ сезона 2010 года (через год этот результат был повторён под руководством Владимира Казакова). В декабре 2010 года уволился.
С января по июль 2011 года — главный тренер клуба «Химки».
С октября 2011 по декабрь 2012 года — главный тренер хабаровского клуба «СКА-Энергия». Подал в отставку по причине конфликта с руководством клуба, вызванного неудовлетворительными результатами команды в последних матчах и сомнительными кадровыми решениями. Несмотря на достигнутые высокие результаты (3-е место в ФНЛ перед зимним перерывом), отставка была принята.
С февраля по июнь 2013 года был главным тренером клуба зоны «Юг» ПФЛ «Машук-КМВ».
7 июня 2013 года возглавил «Луч-Энергию», который вернулся в ФНЛ после победы в зоне «Восток» ПФЛ в сезоне 2012/13. В ноябре 2013 года руководство «Луча» продлило с Григоряном контракт по системе «1+1». Зимой и весной 2014 года владивостокская команда под руководством Александра Григоряна добилась ряда достижений: стала победителем Кубка ФНЛ 2014 года, обыграв в финале московское «Торпедо», и вышла в полуфинал Кубка России. 7 ноября Григорян переподписал контракт, однако уже 15 ноября он заявил о финансовых проблемах клуба, а 1 декабря сообщил руководству «Луча» о своём желании покинуть Владивосток и перейти в «Тосно». При этом Григорян нарушил своё слово, данное попечителю клуба Виктору Милушу, «отработать весь сезон 2014—2015 годов и претендовать на выход в Премьер-лигу».
4 декабря 2014 года возглавил клуб ФНЛ «Тосно». Под его руководством команда заняла последнее 16-е место на Кубке ФНЛ 2015 года, после чего 28 февраля Григорян ушёл в отставку «по соглашению сторон по причине болезни матери».
В течение нескольких месяцев находился без работы. После окончания сезона 2014/15 выражал желание вернуться в «Луч-Энергию». В июле-августе 2015 года являлся тренером-консультантом узбекистанского «Пахтакора», однако уже 31 августа 2015 года вновь вернулся на Дальний Восток, с которым были связаны его главные успехи в мужском футболе. Несмотря на прежние высказывания о чувстве мести в адрес хабаровского клуба, вновь возглавил «СКА-Энергию». В гостевом матче 14-го тура с «Томью» 5 октября 2015 года давал указания вратарю команды Юрию Дюпину подключаться к атакам не на последних минутах, как это часто бывает в игре с проигрывающей командой, а по ходу матча (в том числе — в первом тайме).
В сезоне 2015/16 «СКА-Хабаровск» занял лишь 14-е место, однако в сезоне 2016/17 завершил осеннюю часть первенства на «стыковом» 3-м месте и запомнился резонансной победой в 1/16 Кубка России по футболу над московским «Спартаком».
В октябре 2015 года после домашнего матча против «Волгаря», ставшего первой победой после пяти поражений подряд, Григорян резко раскритиковал низкую посещаемость домашних игр команды, назвав болельщиков, свистевших в адрес игроков «СКА-Хабаровск», «червями».
5 января 2017 года был назначен главным тренером клуба РФПЛ «Анжи». О своём назначении заявил, что «этого шанса ждал 20 лет». Переезжая из Хабаровска в Махачкалу, не успел даже попрощаться с командой. После неудачного старта в сезоне 2017/18 — победа и пять поражений — подал в отставку, причём сделал это в прямом телеэфире на канале «Матч-ТВ».
16 августа возглавил клуб первенства ПФЛ московский «Арарат». Контракт был рассчитан на три года, однако 26 октября 2017 года покинул клуб. Одной из вероятных причин этого является интервью, в котором Григорян неожиданно для руководства заявил о закрытии «Арарата» (позднее руководство назвало высказывание главного тренера шуткой). Также в качестве причины увольнения называлась хамская манера тренера общаться с игроками, однако игроки «Арарата» Игорь Лебеденко и Алексей Ребко опровергли эту информацию.
21 сентября 2017 года в ответ на оскорбительные скандирования в свой адрес по ходу матча Кубка России по футболу между «Араратом» и «СКА-Хабаровск» Григорян показал трибунам средний палец. Через матч ситуация повторилась, и Григорян адресовал оскорбительный жест болельщикам московского «Торпедо». В результате специалист был дисквалифицирован на две календарные игры первенства России по футболу и две игры Кубка России по футболу.
26 декабря 2017 года вновь возглавил клуб ФНЛ «Луч-Энергия», заменив словацкого специалиста Золта Хорняка, который был уволен новым руководством клуба без объяснения причин. Назначение Григоряна вызвало недовольство владивостокских болельщиков, которые, в частности, выпустили атрибутику и наклейки с оскорбительными посланиями в адрес тренера.
10 марта 2018 года сразу после гола, забитого в концовке встречи с «Оренбургом», выбежал на поле и попытался подбежать к фанатскому сектору «Луча», который на протяжении всей встречи провоцировал тренера. 11 апреля заявил об оскорблениях и угрозах со стороны болельщиков «Луча-Энергии», назвав их действия экстремизмом.
15 апреля во время выездного матча в Воронеже против местного «Факела» один из болельщиков команды пронёс на стадион живого петуха и на 40-й минуте игры кинул его в район скамейки запасных. Акция освещалась как в российских, так и иностранных СМИ, включая «Вашингтон пост» и «Нью-Йорк таймс». В ответ Григорян сообщил, что уже переслал все материалы по данному эпизоду в ФСБ с требованием наказать виновных. Также он заявил, что действия болельщиков являются результатом «продуманной, спланированной и проплаченной акции», направленной против него лично, причём фанатам, посещающим выездные игры команды, некие недоброжелатели специалиста оплачивают все расходы.
В дальнейшем, выступая перед прессой, Григорян неоднократно требовал от различных властных инстанций (РФС, КДК, МВД, ФСБ) разобраться со сложившейся ситуацией и максимально жёстко наказать болельщиков, выступающих с критикой в адрес его работы в «Луче-Энергии». Представитель Комитета по этике РФС Андрей Созин заявил, что РФС готов оказать необходимую помощь специалисту, однако «общественная организация не может влезть в личную жизнь тренера». Решениями КДК в матчах с «Енисеем» и «Кубанью» были закрыты сектора активной поддержки болельщиков владивостокской команды, был наложен запрет на посещение болельщиками одного домашнего матча условно.
20 апреля 2018 года был уволен в связи с неудовлетворительными результатами (только две победы в восьми играх). Представитель правления клуба Дмитрий Друян отметил также, что на результаты работы Григоряна во Владивостоке повлияла напряжённость, связанная с затяжным конфликтом тренера с болельщиками. В последующем заявил, что приход в «Луч» был ошибкой, как собственной, так и со стороны руководства «Луча».
С ноября 2017 года — эксперт компании «Рейтинг букмекеров».
Телеканалом «Матч ТВ» регулярно привлекался в качестве эксперта.
В апреле 2018 года по информации prosports.kz рассматривался вариант назначения Григоряна на пост главного тренера павлодарского «Иртыша» в качестве замены Херарду Нусу, а по информации некоторых других СМИ он ещё зимой мог возглавить карагандинский «Шахтёр».
15 августа 2018 года стало известно о назначении Григоряна главным тренером женской команды ЦСКА.
22 апреля был назначен главным тренером лидера первенства ФНЛ ФК «Тамбов». Соглашение о сотрудничестве подписано до конца сезона 2019/20. Команда вышла в РПЛ. 19 октября Александр Григорян подал в отставку с поста главного тренера ФК «Тамбов». Руководство отставку приняло, отметив мужской поступок Григоряна.
6 ноября 2019 года было объявлено о том, что Григорян возглавит сборную Армении, сменив Армена Гюльбудагянца. 7 ноября прибыл в Федерацию футбола Армении для подписания контракта, но в последний момент договорённости были аннулированы. Сам он об этой ситуации сказал, что «в качестве главного тренера сборной Армении успел полуофициально провести один день».
С 25 ноября 2019 года по 11 марта 2021 года возглавлял армянский клуб «Урарту».
20 мая 2021 года возглавил «Алашкерт», 28 мая стал чемпионом Армении. Команда при Григоряне прошла 1-й квалификационный раунд Лиги чемпионов. 21 июля 2021 года покинул клуб после поражения в первом матче 2-го квалификационного раунда с «Шерифом». По официальной версии, контракт расторгли из-за болезни жены Григоряна, по неофициальной — из-за предложения от ЖФК ЦСКА. После ухода из «Алашкерта» Григорян заявил, что хотел бы вернуться в женский футбол и выиграть Лигу чемпионов. 31 июля в Facebook «Алашкерта» появилась новость о том, что Григорян вернулся на должность главного тренера команды. 1 августа на пресс-конференции после матча с «Арарат-Арменией» Григорян заявил, что не давал комментариев после ухода, не получал предложений от других клубов и пропускал матч с «Шерифом» по семейным обстоятельствам. По словам Григоряна, он официально не увольнялся. 20 сентября в ходе послематчевого интервью после нулевой ничьей с «Нораванком» заявил об уходе в отставку.
30 сентября 2021 года вернулся в женскую команду ЦСКА. 1 октября стало известно, что из-за его назначения сектором активной поддержки команды было принято решение бойкотировать матчи клуба. 17 октября 2022 года контракт был расторгнут, при этом днём ранее, после матча с «Локомотивом», Григорян заявил, что надеется, что это последний опыт его работы в женском футболе.
В 2023 году недолгое время был тренером медиафутбольной команды «Матч ТВ». 17 мая 2023 года возглавил занимающую 15-е место в Первой лиге краснодарскую «Кубань», заключив соглашение с клубом до конца сезона 2022/23 с возможностью продления в случае сохранения командой места в Первой лиге. Команда сохранила место в Первой лиге, и в июне был заключён контракт на один год. 11 сентября 2023 года, после 9 туров первенства, в которых «Кубанью» было набрано 5 очков, покинул клуб. В 2025 году вновь недолгое время проработал в медиафутбольной команде, на этот раз в «СиндЕкате».
В медийной сфере благодаря собственным интервью (особенно — послематчевым) и поступкам прослыл эпатажным тренером с острыми высказываниями экстравагантной направленности и элементами одиозного поведения.

## Достижения
«Лада»  (женский клуб)
- Чемпион России: 2004
- Обладатель Кубка России (3): 2002, 2003, 2004
- Серебряный призёр чемпионата России (3): 2002, 2003, 2005
- Обладатель Italy Women’s Cup: 2005
- Финалист Italy Women’s Cup: 2004

«Звезда-2005»  (женский клуб)
- Чемпион России (3): 2007, 2008, 2009
- Обладатель Кубка России: 2007
- Финалист Лиги чемпионов: 2008/09

«Луч-Энергия» 
- Обладатель Кубка ФНЛ: 2014
- Финалист Кубка ФНЛ: 2018

«Тамбов» 
- Победитель первенства ФНЛ: 2018/19

«Алашкерт» 
- Чемпион Армении: 2020/21

## Статистика (в мужском футболе)

### В чемпионатах (первенствах) России и Армении
| Команда         | Уровень / дивизион | Начало работы | Окончание работы | И                          | В                          | Н                          | П                          | П%                         |
| --------------- | ------------------ | ------------- | ---------------- | -------------------------- | -------------------------- | -------------------------- | -------------------------- | -------------------------- |
| Нижний Новгород | 2 / ФНЛ            | 09.06.09      | 14.12.10         | 63                         | 32                         | 10                         | 21                         | 050,79                     |
| Химки           | 2 / ФНЛ            | 15.01.11      | 04.07.11         | 18                         | 4                          | 6                          | 8                          | 022,22                     |
| СКА-Энергия     | 2 / ФНЛ            | 11.10.11      | 23.12.12         | 31                         | 13                         | 12                         | 6                          | 041,94                     |
| Машук-КМВ       | 3 / ПФЛ            | 01.02.13      | 05.06.13         | 12                         | 5                          | 3                          | 4                          | 041,67                     |
| Луч-Энергия     | 2 / ФНЛ            | 07.06.13      | 03.12.14         | 57                         | 23                         | 16                         | 18                         | 040,35                     |
| Тосно           | 2 / ФНЛ            | 04.12.14      | 28.02.15         | в первенстве не тренировал | в первенстве не тренировал | в первенстве не тренировал | в первенстве не тренировал | в первенстве не тренировал |
| СКА-Хабаровск   | 2 / ФНЛ            | 31.08.15      | 5.01.17          | 54                         | 23                         | 15                         | 16                         | 042,59                     |
| Анжи            | 1 / РФПЛ           | 5.01.17       | 13.08.17         | 19                         | 3                          | 4                          | 12                         | 015,79                     |
| Арарат          | 3 / ПФЛ            | 16.08.17      | 26.10.17         | 6                          | 5                          | 1                          | 0                          | 083,33                     |
| Луч-Энергия     | 2 / ФНЛ            | 26.12.17      | 20.04.18         | 8                          | 2                          | 2                          | 4                          | 025,00                     |
| Тамбов          | 2 / ФНЛ            | 22.04.19      | 19.10.19         | 6                          | 3                          | 2                          | 1                          | 050,00                     |
| Тамбов          | 1 / РПЛ            | 22.04.19      | 19.10.19         | 13                         | 2                          | 2                          | 9                          | 015,38                     |
| Урарту          | 1 / АрмПЛ          | 25.11.19      | 11.03.21         | 19                         | 9                          | 4                          | 6                          | 047,37                     |
| Алашкерт        | 1 / АрмПЛ          | 20.05.21      | 21.07.21         | 3                          | 3                          | 0                          | 0                          | 100,00                     |
| Алашкерт        | 1 / АрмПЛ          | 31.07.21      | 20.09.21         | 5                          | 0                          | 2                          | 3                          | 000,00                     |
| Кубань          | 2 / Первая лига    | 17.05.23      | 11.09.23         | 12                         | 2                          | 3                          | 7                          | 016,67                     |
| ВСЕГО           | ВСЕГО              | ВСЕГО         | ВСЕГО            | 326                        | 129                        | 82                         | 115                        | 039,57                     |

### В Кубках России и Армении
| Сезон   | Сезон   | Клуб            | Стадия                    | Дата       | Соперник                 | Д/Г      | Место           | Стадион               | Результат     |  |
| ------- | ------- | --------------- | ------------------------- | ---------- | ------------------------ | -------- | --------------- | --------------------- | ------------- |  |
| 2009/10 | 2009/10 | Нижний Новгород | 1/32 финала               | 01.07.2009 | Сатурн-2 (Жуковский)     | в гостях | Жуковский       | Метеор                | 3:2           |  |
| 2009/10 | 2009/10 | Нижний Новгород | 1/16 финала               | 15.07.2009 | Спартак-Нальчик          | дома     | Нижний Новгород | Северный              | 2:0, д.в.     |  |
| 2009/10 | 2009/10 | Нижний Новгород | 1/8 финала                | 05.08.2009 | Зенит (Санкт-Петербург)  | в гостях | Санкт-Петербург | Петровский            | 1:2, д.в.     |  |
| 2011/12 | 2011/12 | Химки           | 1/32 финала               | 04.07.2011 | Витязь (Подольск)        | в гостях | Подольск        | Труд                  | 2:0           |  |
| 2012/13 | 2012/13 | СКА-Энергия     | 1/32 финала               | 01.09.2012 | Амур-2010 (Благовещенск) | в гостях | Благовещенск    | Амур                  | 1:0           |  |
| 2012/13 | 2012/13 | СКА-Энергия     | 1/16 финала               | 25.09.2012 | Амкар (Пермь)            | дома     | Хабаровск       | им. Ленина            | 2:1, д.в.     |  |
| 2012/13 | 2012/13 | СКА-Энергия     | 1/8 финала                | 30.10.2012 | Енисей (Красноярск)      | в гостях | Красноярск      | Центральный           | 0:1           |  |
| 2013/14 | 2013/14 | Луч-Энергия     | 1/32 финала               | 01.09.2013 | Иртыш (Омск)             | в гостях | Омск            | Красная Звезда        | 2:1, д.в      |  |
| 2013/14 | 2013/14 | Луч-Энергия     | 1/16 финала               | 30.10.2013 | Рубин (Казань)           | дома     | Владивосток     | Динамо                | 4:2           |  |
| 2013/14 | 2013/14 | Луч-Энергия     | 1/8 финала                | 28.11.2013 | СКА-Энергия (Хабаровск)  | дома     | Владивосток     | Динамо                | 3:2, д.в.     |  |
| 2013/14 | 2013/14 | Луч-Энергия     | 1/4 финала                | 26.03.2014 | Томь (Томск)             | в гостях | Новосибирск     | Труд                  | 1:1, пен. 2:1 |  |
| 2013/14 | 2013/14 | Луч-Энергия     | 1/2 финала                | 17.04.2014 | Ростов (Ростов-на-Дону)  | в гостях | Ростов-на-Дону  | Олимп-2               | 1:3           |  |
| 2014/15 | 2014/15 | Луч-Энергия     | 1/32 финала               | 30.08.2014 | Сахалин (Южно-Сахалинск) | в гостях | Южно-Сахалинск  | Спартак               | 1:0           |  |
| 2014/15 | 2014/15 | Луч-Энергия     | 1/16 финала               | 24.09.2014 | Рубин (Казань)           | дома     | Владивосток     | Динамо                | 0:2           |  |
| 2015/16 | 2015/16 | СКА-Хабаровск   | 1/16 финала               | 24.09.2015 | Рубин (Казань)           | дома     | Хабаровск       | им. Ленина            | 2:0           |  |
| 2015/16 | 2015/16 | СКА-Хабаровск   | 1/8 финала                | 28.10.2015 | Уфа                      | в гостях | Уфа             | Нефтяник              | 0:1           |  |
| 2016/17 | 2016/17 | СКА-Хабаровск   | 1/32 финала               | 24.08.2016 | Сахалин (Южно-Сахалинск) | в гостях | Южно-Сахалинск  | Спартак               | 2:1           |  |
| 2016/17 | 2016/17 | СКА-Хабаровск   | 1/16 финала               | 21.09.2016 | Спартак (Москва)         | дома     | Хабаровск       | им. Ленина            | 1:0           |  |
| 2016/17 | 2016/17 | СКА-Хабаровск   | 1/8 финала                | 26.10.2016 | Рубин (Казань)           | в гостях | Казань          | Казань Арена          | 0:1, д.в.     |  |
| 2016/17 | 2016/17 | Анжи            | 1/4 финала                | 01.03.2017 | Уфа                      | в гостях | Уфа             | Нефтяник              | 0:1           |  |
| 2017/18 | 2017/18 | Арарат          | 1/32 финала               | 23.08.2017 | Балтика (Калининград)    | дома     | Москва          | им. Э. Стрельцова     | 2:1           |  |
| 2017/18 | 2017/18 | Арарат          | 1/16 финала               | 21.09.2017 | СКА-Хабаровск            | дома     | Москва          | им. Э. Стрельцова     | 1:2           |  |
| 2017/18 | 2017/18 | Луч-Энергия     | 1/4 финала                | 28.02.2018 | Тосно                    | в гостях | Санкт-Петербург | МСА Петровский        | 1:2           |  |
| 2019/20 | рос.    | Тамбов          | 1/16 финала               | 25.09.2019 | Томь                     | в гостях | Томск           | Труд                  | 0:4           |  |
| 2019/20 | арм.    | Урарту          | 1/4 финала                | 27.11.2019 | Лори                     | в гостях | Ванадзор        | Ванадзорская академия | 1:0           |  |
| 2019/20 | арм.    | Урарту          | 1/2 финала, первый матч   | 11.03.2020 | Ноа                      | дома     | Ереван          | Бананц                | 0:1           |  |
| 2019/20 | арм.    | Урарту          | 1/2 финала, ответный матч | 24.06.2020 | Ноа                      | в гостях | Ереван          | Алашкерт              | 1:2           |  |
| 2020/21 | 2020/21 | Урарту          | 1/8 финала, первый матч   | 18.09.2020 | Пюник                    | дома     | Ереван          | Урарту                | 2:1           |  |
| 2020/21 | 2020/21 | Урарту          | 1/8 финала, ответный матч | 25.02.2021 | Пюник                    | в гостях | Ереван          | Центр «Пюник»         | 0:0           |  |

### В еврокубках
| Сезон   | Клуб     | Турнир           | Стадия          | Стадия        | Дата       | Соперник            | Д/Г      | Место      | Стадион                            | Результат |             |
| ------- | -------- | ---------------- | --------------- | ------------- | ---------- | ------------------- | -------- | ---------- | ---------------------------------- | --------- | ----------- |
| 2021/22 | Алашкерт | Лига чемпионов   | 1-й квал. раунд | Первый матч   | 07.07.2021 | Коннас-Ки Номадс    | в гостях | Аберистуит | Парк-авеню                         | 2:2       |             |
| 2021/22 | Алашкерт | Лига чемпионов   | 1-й квал. раунд | Ответный матч | 14.07.2021 | Коннас-Ки Номадс    | дома     | Ереван     | Республиканский имени В. Саркисяна | 1:0, д.в. |             |
| 2021/22 | Алашкерт | Лига чемпионов   | 2-й квал. раунд | Первый матч   | 20.07.2021 | Шериф               | дома     | Ереван     | Республиканский иени В. Саркисяна  | 0:1       | [ Комм. 2 ] |
| 2021/22 | Алашкерт | Лига Европы      | 3-й квал. раунд | Первый матч   | 05.08.2021 | Кайрат              | в гостях | Алма-Ата   | Центральный                        | 0:0       |             |
| 2021/22 | Алашкерт | Лига Европы      | 3-й квал. раунд | Ответный матч | 12.08.2021 | Кайрат              | дома     | Ереван     | Республиканский иени В. Саркисяна  | 3:2, д.в. |             |
| 2021/22 | Алашкерт | Лига Европы      | Плей-офф        | Первый матч   | 19.08.2021 | Рейнджерс           | в гостях | Глазго     | Айброкс                            | 0:1       | ▼           |
| 2021/22 | Алашкерт | Лига Европы      | Плей-офф        | Ответный матч | 26.08.2021 | Рейнджерс           | дома     | Ереван     | Республиканский иени В. Саркисяна  | 0:0       | ▼           |
| 2021/22 | Алашкерт | Лига конференций | Групповой этап  | 1-й тур       | 14.09.2021 | Маккаби (Тель-Авив) | в гостях | Тель-Авив  | Блумфилд                           | 1:4       |             |

Примечания.
1. Приведена статистика работы главным тренером в мужском футболе (в 2009—2010 годах числился тренером и начальником команды «Нижний Новгород», так как на тот момент не имел соответствующей лицензии, но по факту отвечал за тренировочный процесс — учтён как главный тренер).
2. Информация по работе в ФК «Олимп» Кисловодск не внесена в таблицу. Для точного количества матчей необходимы уточнённые данные по работе с клубом.
3. В 2020 году после возобновления чемпионата Армении, с 23 мая, Александр Григорян не мог вернуться в Армению из-за закрытия границ, а позже находился на 2-х недельной обсервации. И. о. главного тренера в этих матчах был его помощник Арсен Петросян. 15 июня вернулся к исполнению обязанностей. Результаты во время его отсутствия учтены. 

## Личная жизнь
Женат. Имеет троих дочерей. В 2020 году стал дедом.